# Грбови рејона Владимирске области
Грбови рејона Владимирске области обухвата галерију грбова административних јединица руске области — Владимирске области, са статусом градских округа и рејона, те њихове историјске грбове (уколико их има).
Већина грбова настала је након успостављања Руске Федерације и Владимирске области, као њеног саставног субјекта.

## Грбови округа и рејона
- I — Грб града 
 Владимир
- II — Грб града 
 Гус-Хрустални
- III — Грб града 
 Ковров
- IV — Грб града 
 Муром
- V — Грб града 
 Радужни
- 1 — Грб рејона 
 Александровски
- 2 — Грб рејона 
 Вјазниковски
- 3 — Грб рејона 
 Гороховечки
- 4 — Грб рејона 
 Гус-Хрустални
- 5 — Грб рејона 
 Камешковски
- 6 — Грб рејона 
 Киржачки
- 7 — Грб рејона 
 Ковровски
- 8 — Грб рејона 
 Кољчугински
- 9 — Грб рејона 
 Меленковски
- 10 — Грб рејона 
 Муромски
- 11 — Грб рејона 
 Петушински
- 12 — Грб рејона 
 Селивановски
- 13 — Грб рејона 
 Собински
- 14 — Грб рејона 
 Судогодски
- 15 — Грб рејона 
 Суздаљски
- 16 — Грб рејона 
 Јурјев-Пољски